# Frane Katalinić
Frane Katalinić   (Zadar, 4 d'octubre de 1891 - Trieste, 3 d'abril de 1976), italianitzat Francesco Cattalinich, fou un remer italià que va competir durant la dècada de 1920. Era nascut a Zara, província del Regne d'Itàlia en el període d'entreguerres. Era germà dels també remers Simeone i Antonio Cattalinich.
El 1924 va prendre part en els Jocs Olímpics de París, on disputà la prova del vuit amb timoner del programa de rem, en què guanyà la medalla de bronze.